# 惠山站
惠山站，规划时曾称洛社北站，是沪宁城际高速铁路上的一个车站，位于江苏省无锡市惠山区洛社镇前洲谢村，设站台2座，到发线4条。伴随盐泰锡常宜城际铁路以及苏锡常快线的建设，惠山站会迎来站台站房的改扩建工程。

## 车站结构

### 站房
惠山站站房总建筑面积约6700平方米，长150米，宽66米，高26米。站房由六面立体空间桁架所支撑，在两侧的落地处以四个矩形混凝土柱脚加以锚定，以“大鹏展翅”为意向，寓意无锡在铁路时代的新发展。站房一层为候车室、售票处、办公区和出口，乘客进出站主要在这一层完成。此外，站房设有4座楼梯通往高架二层的两座站台，通往两个方向站台的楼梯间设有空桥连接。
- 进站口
- 进出站楼梯
- 进站楼梯
- 到达口

### 月台配置
惠山站站台位于高架二层，设2站台4线。其中正线2条，到发线2条，站台为两个侧式站台。
| 2F | 侧式站台 | 侧式站台                                                    |
| 2F | 2站台    | 沪宁城际高速铁路 往南京方向（戚墅堰）                       |
| 2F | 通过线   | 沪宁城际高速铁路上行列车通过线                              |
| 2F | 通过线   | 沪宁城际高速铁路下行列车通过线                              |
| 2F | 1站台    | 沪宁城际高速铁路 往上海方向（无锡）                         |
| 2F | 侧式站台 |                                                             |
| 1F | 候车室   | 售票处、自动售票机、验票闸门、等候区 出入口、洗手间、育婴室 |
| 1F | 联外区   | 停车场、公交．客运转运站、出租车排班区、接送区              |

## 运营状况
惠山站规划辐射惠山区内及江阴南部、武进东部地区。但在运营初期由于车次少、接驳交通不便等因素，导致惠山站客流偏少，每日平均仅有600人次，主要为周边玉祁、前洲当地百姓。即使惠山站的客流与无锡新区站客流相加，也仅占沪宁城铁无锡地区旅客发送总量的比例为4.2%。
当地政府通过在惠山站地区建设20多条道路连接惠山和无锡市中心，建设城铁公交总站等方式使得惠山站的接驳交通更加便利以吸引客流。截至2013年，惠山站日均发送旅客增长至1500人，高峰期可达至4000人次，列车可通达长三角地区大部分城市。

### 旅客列车目的地
惠山站目前每日办理旅客列车27趟，在惠山站停靠列车终到站分布如下：
| 列车所属路局 | 目的地                                           |
| ------------ | ------------------------------------------------ |
| 上海铁路局   | 南京、上海、南京南、上海虹桥、汉口、衢州、合肥南 |
| 武汉铁路局   | 上海虹桥                                         |

## 接驳交通

### 公交
惠山城铁公交总站位于站房西北侧。
612路、616路、619路

### 長途汽車
無錫汽車客運西站位於車站西側，已於2018年8月17日正式啟用，有開往江蘇省內、安徽、江苏、四川、河南、山东、福建等方向的客運班車，日发班次逾60班，填補了惠山站区没有长途汽车站的空白，亦方便锡西及周边地區居民对公路客运出行的需求。

## 车站周边
- 奥凯城市广场
- 惠山城铁国际商务区